# Авъл Корнелий Кос (консул 428 пр.н.е.)
Вижте пояснителната страница за други личности с името Авъл Корнелий Кос.
Авъл Корнелий Кос (на латински: Aulus Cornelius Cossus) e политик на ранната Римска република през 5 век пр.н.е. Той произлиза от патрицианската фамилия Корнелии.
През 437 пр.н.е. е военен трибун и през 428 пр.н.е. консул с Тит Квинкций Пен Цинцинат. По време на войната против Вейи убива в двубой етруския цар Ларс Толумний и заграбеното оръжие – трофей, занася като spolia opima на Юпитър Феретрий. Той е вторият римлянин след Ромул, който дава spolia opmia.
През 426 пр.н.е. отново е военен трибун. От 430 до 420 пр.н.е. той е понтифекс максимус.